# Rail World
Rail World Inc. – amerykańskie przedsiębiorstwo branży transportowej założone w 1999 roku przez Edwarda Burkhardta. Firma jest podmiotem dominującym międzynarodowego holdingu działającego na rynkach transportu kolejowego w Europie (Estonia, Łotwa, Polska, Ukraina) i Ameryce Północnej (Stany Zjednoczone Ameryki, Kanada).

## Grupa Rail World
- Earlston Associates
  - Montreal Maine & Atlantic Corporation
    - LMS Acquisition
    - Montreal Maine & Atlantic Railway
      - Montreal Maine & Atlantic Canada
- Pea Vine Corporation
  - San Luis Central Railroad
- Rail World
- Rail World Holdings
  - Rail World Poland
    - Rail World Ukraine

  - Rail World Estonia
  - Rail World BV
    - Baltic Rail
    - FinEst
    - Navirail
    - Rail Polska

  - Rail World Locomotive Leasing